# Perisphaeria basuto
Perisphaeria basuto är en kackerlacksart som beskrevs av Karlis Princis 1963. Perisphaeria basuto ingår i släktet Perisphaeria och familjen jättekackerlackor. Inga underarter finns listade i Catalogue of Life.